# Оленёк (село)
Оленёк — село в России, административный центр Оленёкского улуса Республики Саха (Якутия).

## География
Расположено на реке Оленёк. Рядом с селом расположен региональный аэропорт Оленёк.

## Население
| 1939  | 1959  | 1970  | 1979  | 1989  | 2002  | 2010  |
| ----- | ----- | ----- | ----- | ----- | ----- | ----- |
| 471   | ↗749  | ↗1310 | ↗1811 | ↗2133 | ↗2228 | ↗2273 |
| 2012  | 2013  | 2014  | 2015  | 2016  | 2017  | 2018  |
| ↘2228 | ↘2208 | ↘2132 | ↘2124 | ↗2139 | ↗2144 | ↗2185 |
| 2019  | 2020  | 2021  |       |       |       |       |
| ↗2246 | ↗2346 | ↗2438 |       |       |       |       |

## Климат
| Показатель                    | Янв.  | Фев.  | Март  | Апр.  | Май   | Июнь  | Июль | Авг. | Сен.  | Окт.  | Нояб. | Дек.  | Год   |
| ----------------------------- | ----- | ----- | ----- | ----- | ----- | ----- | ---- | ---- | ----- | ----- | ----- | ----- | ----- |
| Абсолютный максимум, °C       | −3,7  | −1    | 7,2   | 14,1  | 28,4  | 34,5  | 35,7 | 33,2 | 25,5  | 11,4  | 4,1   | −0,2  | 35,7  |
| Средний суточный максимум, °C | −31,6 | −28,8 | −16   | −4,2  | 4,5   | 16,9  | 20,7 | 16,5 | 6,6   | −7,3  | −23,3 | −29,9 | −6,3  |
| Средняя температура, °C       | −35,2 | −32,6 | −21,4 | −9,7  | −0,1  | 11,6  | 15,3 | 11,4 | 2,8   | −10,4 | −26,9 | −33,5 | −10,7 |
| Средний суточный минимум, °C  | −39   | −36,1 | −26,5 | −15   | −4,2  | 7,0   | 10,6 | 7,0  | −0,5  | −13,4 | −30,3 | −37,3 | −14,8 |
| Абсолютный минимум, °C        | −62,9 | −59,6 | −55,6 | −46,4 | −28,9 | −15,1 | −4,6 | −9,9 | −20,8 | −43,5 | −56,6 | −61,8 | −62,9 |
| Среднее число дней с осадками | 23    | 21    | 21    | 18    | 19    | 19    | 16   | 18   | 20    | 27    | 24    | 24    | 250   |
| Норма осадков, мм             | 12    | 11    | 12    | 14    | 22    | 37    | 47   | 45   | 32    | 25    | 19    | 12    | 288   |
| Средняя влажность, %          | 79    | 79    | 74    | 65    | 64    | 60    | 63   | 72   | 78    | 83    | 81    | 79    | 73    |
| Средняя скорость ветра, м/с   | 1,6   | 1,7   | 2,3   | 3,2   | 3,5   | 3,5   | 3,0  | 2,8  | 2,9   | 2,6   | 2,0   | 1,9   | 2,6   |
| Источник: Погода и климат     |       |       |       |       |       |       |      |      |       |       |       |       |       |

Оленёк — один из самых холодных в зимнее время населённых пунктов в Северном полушарии из тех, в которых ведутся метеорологические наблюдения по среднемесячной температуре после Верхоянска, Оймякона, Якутска и Усть-Маи и по среднегодовой температуре после Оймякона, Верхоянска и мыса Челюскин. Абсолютный минимум температуры в селе равен −62,9 градуса Цельсия, что ниже, чем абсолютные минимумы температуры в Билибино, Вилюйске, Губкинском, Норильске, Олёкминске, Сунтаре, Усть-Мае и Хандыге. Самая низкая температура (-62,9 °C) отмечалась в январе 1959 года. Самые холодные месяцы — январь (до −62,9 °C), декабрь (до −61,8 °C), февраль (до −59,6 °C), ноябрь (до −56,6 °C), март (до −55,6 °C), октябрь и апрель. В апреле и мае абсолютный минимум температуры такой же, как в соответствующие месяцы в Оймяконе (-46,4 и −28,9 градуса). Майский абсолютный минимум и максимум (+28.4) одни из наиболее близких по модулю в Саха для этого месяца. Амплитуда среднемесячной температуры самого холодного и самого тёплого месяца равняется 50,5 °C. С 11 ноября по 14 марта, в отдельные дни — со 2 ноября по 2 апреля оттепели исключены. Климатическая зима продолжается более 8 месяцев, со второй декады сентября по вторую декаду мая. Снежный покров лежит 245 суток в году или более двух третей года, самая большая высота снежного покрова составляет 85 см. 19 июня 2014 года был отмечен месячный рекорд максимальной температуры для июня — температура повысилась до +34.5 градусов (прежний рекорд в июне +33.6 градусов был отмечен 30 числа 1959 года), в соседних Шелагонцах 20 июня температура поднялась до +32.9, что на 1.6 прохладнее, и также стало рекордным по температуре заходом зноя периода летнего солнцестояния, 23-24 августа 2010 температура также рекорднотповышалась до +27.7, что стало самым поздним летним достигаением этой отметки. За всё время метеорологических наблюдений заморозков не было только в 13 дней летних месяцев. Оленек является одной из населенных точек центральной и восточной Якутии, где в декабре температура доходила до -62, хотя в Шелагонцах 31 декабря 1958 было еще холоднее (-63.5), при этом абсолютный минимум января в Оленьке ниже, чем декабря в Оймяконе (-62.8). Абсолютный минимум октября в Оленьке (-43.5) в точности такой же как в Кандалакще в январе а по морозам он один из самых среднестепенных в Якутии. По длительности зимнего безморозного периода район Оленька также является одним из рекордных в Республики и несколько уступает только Чокурдаху где он ещё две недели выше, период вероятной температуры ниже -40° также длится свыше 5.5 месяцев, несколько нехолодя до полугода, однако в октябре морозы ещё мягче северо-запада Магаданской области, а вот в ноябре уже превышают Магаданскую с середины ноября, в апреле самая стужа несколько холоднее районов полюса холода Колымы. Июньский абсолютный минимум в Оленьке достигает -15.1, что делает его одним из самых низких по Якутии летних минимумов, для сравнения он всего на +0.7 выше Тикси, +2.2 выше метеостанции Диксона и +2.9-мыса Челюскин и едва выше минимальной самой низкой среднемесячной мая по Якутии, равной -15.5.

## Достопримечательности
Главной достопримечательностью села является Оленёкский историко-этнографический музей народов Севера.
- Обелиск-монумент «Батыйа», посвященный 50-летию Победы в Великой Отечественной войне.